# Лампочка Мандельброта

Зображення лампочки Мандельброта отримане за допомогою трасування променів.
Ітерація.

Лампочка Мандельброта — тривимірний фрактал, аналог множини Мандельброта, створений Деніелом Вайтом та Полом Ніландером, з використанням гіперкомплесної алгебри що базується на сферичних координатах.
Формула для n-того степеня тривимірного гіперкомплексного числа{\displaystyle \langle x,y,z\rangle } така:
{\displaystyle \langle x,y,z\rangle ^{n}=r^{n}\langle \cos(n\theta )\cos(n\phi ),\sin(n\theta )\cos(n\phi ),\sin(n\phi )\rangle }
де
{\displaystyle {\begin{aligned}r&={\sqrt {x^{2}+y^{2}+z^{2}}}\\\theta &=\arctan(y/x)\\{\rm {and\ }}\phi &=\arctan(z/{\sqrt {x^{2}+y^{2}}})=\arcsin(z/r).\end{aligned}}}
Вони використали ітерацію {\displaystyle z\mapsto z^{n}+c}, де z та c — тривимірні гіперкомплексні числа, на яких операція піднесення до натурального степеня виконується як вказано вище. Для n > 3, результатом є тривимірний фрактал. Найчастіше використовують восьмий степінь.